# Реал Эстели
«Реа́л Эстели́» — никарагуанский футбольный клуб из города Эстели, в настоящий момент выступает в Премере Никарагуа, сильнейшем дивизионе страны.

## История
Клуб основан в 1960 году, под именем «Эстели», своё нынешние имя клуб носит с 1961 года. Домашние матчи проводит на арене «Индепенденсия», вмещающей 9000 зрителей. «Реал Эстели» является сильнейшим клубом Никарагуа последних лет и по количеству чемпионских титулов уступает только клубу «Дирианген». С 90-х годов «Реал Эстели» регулярно принимает участие в международных клубных турнирах, лучшего для себя результата клуб добился в розыгрыше Клубного кубка UNCAF 2004, выйдя в четвертьфинал турнира, и став первым клубом в истории Никарагуа которому удалось пройти дальше первого раунда в международном турнире. Принципиальным соперником клуба является самый титулованный клуб Никарагуа «Дирианген», противостояние этих команд носит имя никарагуанского «Эль Класико».

## Достижения
- Чемпионат Никарагуа по футболу:
  - Чемпион (14): 1991, 1998/99, 2002/03, 2003/04, 2006/07, 2007/08, 2008/09, 2009/10, 2010/11, 2011/12, 2012/13, 2013/14, 2015/16, 2016/17.

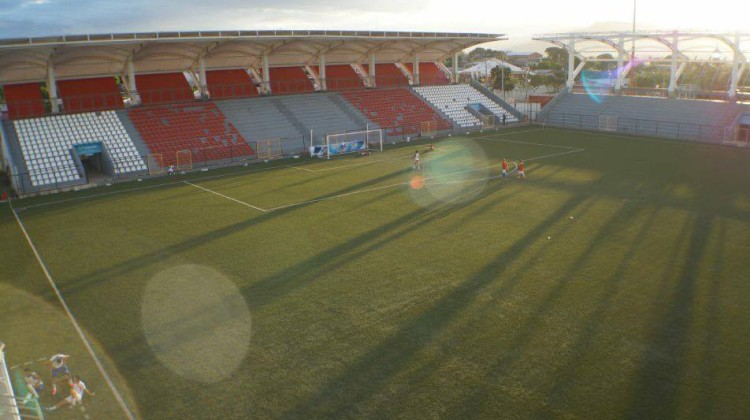
Стадион Индепендесия

- Кубок Никарагуа по футболу:
  - Обладатель (1): 1991.Стадион Индепендесия

## Участие в международных турнирах
- Клубный кубок UNCAF: 5 раз

2000: Первый раунд
2003: Первый раунд
2004: 1/4 финала
2006: Первый раунд
2007: Первый раунд
- Кубок чемпионов КОНКАКАФ: 4 раза

1991: Зональный этап
1992: Зональный этап
1996: Зональный этап
1998: Зональный этап
- Лига чемпионов КОНКАКАФ: 2 раза

2008/09: Предварительный раунд
2011/12: Предварительный раунд
- Кубок обладателей кубков КОНКАКАФ: 1 раз

1991: Зональный этап

## Известные игроки
- Хуан Баррера
- Вильбер Санчес
- Давид Солорсано
- Самуэль Уилсон
- Карлос Чаваррия
- Пабло Гальехо
- Эухенио Дольмо Флорес